# 1993年6月逝世人物列表
1993年逝世人物列表：1月 - 2月 - 3月 - 4月 - 5月 - 6月 - 7月 - 8月 - 9月 - 10月 - 11月 - 12月
1993年6月逝世人物列表，是用於匯總1993年6月期間逝世人物的列表。

## 依日期排序

### 1日
- 沃克·凱恩（Walker O. Cain），78歲，美國建築師。[1]
- 毛羅·米娜（Mauro Mina），59歲，秘魯拳擊冠軍，心臟病發作。
- 奧斯汀·羅賓遜（Austin Robinson），95歲，英國經濟學家。[2]
- 約翰·特派克，80歲，美國舉重運動員和奧運選手。[3]

### 2日
- 塔哈爾·賈特（Tahar Djaout），39歲，阿爾及利亞記者、詩人和小說作家，被謀殺。[4]
- 約翰尼·米茲（Johnny Mize），80歲，美國棒球運動員、教練和球探。[5]
- 胡安·荷西·羅德里奎，56歲，阿根廷足球運動員。
- 諾頓·西蒙（Norton Simon），86歲，美國實業家和慈善家。[6]
- 弗蘭斯-約瑟夫·范·特伊爾（Frans-Jozef van Thiel），86歲，荷蘭政治家和律師。[7]

### 3日
- 維爾納·博赫曼（Werner Bochmann），93歲，德國作曲家。
- 弗朗茨·卡修斯（Frantz Casseus），77歲，海地裔美國吉他手和作曲家。[8]
- 乔·福滕伯里（Joe Fortenberry），82歲，美國籃球運動員，癌症。[9]
- 哈吉·拜·莫迪·喬夫（Alhaji Bai Modi Joof），59歲，甘比亞律師。
- 卡爾·莫裡斯，82歲，美國抽象畫家。[10]
- 理查·安東尼·派克（Richard Anthony Parker），87歲，美國埃及學家。[11]
- 杨锦成，74歲，新加坡政治家，肺癌。

### 4日
- 莫莉·德雷克（Molly Drake），77歲，英國詩人和音樂家。
- 伯納德·埃夫斯林，71歲，美國作家，心臟病發作。[12]
- 喬治·米利亞爾（Georgy Millyar），89歲，蘇聯和俄羅斯演員。
- 埃爾娜·陶羅，76歲，芬蘭-瑞典鋼琴家和作曲家。
- 埃里克·特里斯特，83歲，英國社會科學家。[13]

### 5日
- 艾達·阿達莫夫，82歲，法國網球運動員。
- 迈克·布卢姆，78歲，美國籃球運動員。[14]
- 杜普里·鮑爾頓，64歲，美國爵士小號手。[15]
- 內洛·卡拉拉（Nello Carrara），93歲，義大利物理學家。
- 彼得·卡利福恩斯基，81歲，美國作家和民族志學家。[16]
- 加布里埃爾·普雷爾，81歲，愛沙尼亞裔美國詩人。[17]
- 喬治·施特勞斯，91歲，英國政治家。[18]
- Conway Twitty，59歲，美國鄉村音樂歌手和詞曲作者，動脈瘤。[19]
- 沃爾夫·格拉夫·馮·鮑迪辛（Wolf Graf von Baudissin），86歲，德國和平研究員。

### 6日
- 詹姆斯·布裡奇斯，57歲，美國電影導演和編劇（《都市牛仔》《中國綜合症》《白獵人黑心》），癌症。[20]
- W·麥克尼爾·洛瑞，80歲，美國商人。
- 莫特·米爾斯（Mort Mills），74歲，美國演員（《無槍的人》《佩里·梅森》《邪惡之觸》）。
- 理查·諾曼，61歲，英國化學家。[21]
- 伊恩·萊因哈特（Ioan Reinhardt），73歲，羅馬尼亞足球運動員和經理。
- 彼得·塔澤拉爾（Peter Tazelaar），73歲，荷蘭抵抗運動成員，二戰期間的國有企業特工。[22]

### 7日
- 法布里奇歐·克萊里奇，80歲，義大利畫家。[23]
- 唐·肯特，59歲，美國職業摔跤手，白血病。
- 德拉任·彼得罗维奇，28歲，南斯拉夫和克羅埃西亞籃球運動員，交通事故。[24]
- 路易·拉米雷斯（Louie Ramirez），55歲，美國布加洛，薩爾薩舞和拉丁爵士音樂家，心臟病發作。[25]
- 尼利斯·約翰·魯德，84歲，挪威小說家、兒童作家和雜誌編輯。
- 庫爾特·魏茨曼（Kurt Weitzmann），89歲，美國藝術史學家。[26]

### 8日
- 約翰·阿提歐，61歲，英格蘭足球運動員。[27]
- 勒內·布斯凱（René Bousquet），84歲，法國政治任命者和警察局長，被謀殺。[28]
- 羅伊·亨肖（Roy Henshaw），81歲，美國棒球運動員。[29]
- 謝爾蓋·雅沃爾斯基（Sergei Javorski），90歲，愛沙尼亞足球運動員。[30]
- 何塞·諾拉（José Nora），52歲，西班牙籃球運動員和奧運選手。[31]
- 塞韋羅·薩迪（Severo Sarduy），56歲，古巴詩人、作家和劇作家，愛滋病相關疾病。[32]
- 魯特·博伊·斯利姆，48歲，美國音樂家。[33]
- 拉斐爾·雷納，87歲，德國王子。

### 9日
- 亞瑟·亞歷山大（Arthur Alexander），53歲，美國南方靈魂歌曲作者和歌手，心臟病發作。[34]
- Satyen Bose，77歲，印度電影導演。
- 胡安·唐尼（Juan Downey），53歲，智利藝術家，癌症。[35]
- 撒母耳·菲納（Samuel Finer），77歲，英國政治學家和歷史學家。[36]
- 亚历克西丝·史密斯（Alexis Smith），72歲，加拿大裔美國女演員和歌手，腦癌。[37]
- 查理斯·塔特爾（Charles E. Tuttle），78歲，美國出版商和書商。[38]

### 10日
- 阿琳·奧格（Arleen Auger），53歲，美國女高音，腦癌。[39]
- 萊斯·道森（Les Dawson），62歲，英國喜劇演員，演員，作家和主持人，心臟病發作。[40]
- 弗朗西斯·埃貝耶（Francis Ebejer），67歲，馬爾他劇作家和小說家。[41]
- 阿奇·麥考利，77歲，蘇格蘭足球運動員和經理。
- 愛麗絲·萊因哈特（Alice Reinheart），83歲，美國女演員。[42]
- 理查·韋伯，77歲，美國演員，自殺。[43]

### 11日
- M.C.布拉德布魯克，84歲，英國文學學者。[44]
- 伯納德·佈雷斯勞（Bernard Bresslaw），59歲，英國喜劇演員，心臟病發作。[45]
- 米哈伊尔·楚马科夫（Mikhail Chumakov），83歲，蘇聯和俄羅斯微生物學家和病毒學家。
- 卡雷爾·埃法（Karel Effa），71歲，捷克斯洛伐克演員。
- 姆斯季斯拉夫·斯克里普尼克，95歲，烏克蘭東正教教長。
- 雷·夏基（Ray Sharkey），40歲，美國演員，愛滋病相關併發症。[46]
- 米爾沃德·辛普森（Milward L. Simpson），95歲，美國政治家，懷俄明州州長和參議員，帕金森病。[47]
- 弗里德里希·蒂倫（Friedrich Thielen），77歲，德國政治家。

### 12日
- 熱拉爾·科特（Gérard Côté），79歲，加拿大馬拉松運動員和奧運選手。[48]
- 雷莫·加利，80歲，義大利足球運動員和教練。[49]
- 威廉·格利澤（Wilhelm Gliese），77歲，德國天文學家。
- 亞歷山大·科羅維亞科夫，80歲，蘇聯和俄羅斯畫家和藝術教師。
- 埃克雷姆·科恰克（Ekrem Koçak），62歲，土耳其中長跑運動員和奧運選手。[50]
- 蒙捷·梅爾科尼揚（Monte Melkonian），35歲，亞美尼亞裔美國革命者，在行動中喪生。
- 伊萬·波特奇，80歲，斯洛維尼亞作家和劇作家。
- 曼努埃爾·薩默斯·里韋羅（Manuel Summers Rivero），58歲，西班牙電影導演、編劇和演員，患有結直腸癌。[51]
- Binay Ranjan Sen，95歲，印度外交官和公務員。[52]
- 英格堡·韋伯-凱勒曼（Ingeborg Weber-Kellermann），74歲，德國民俗學家、人類學家和民族學家。[53]

### 13日
- 約翰·坎貝爾（John Campbell），41歲，美國藍調吉他手，歌手和詞曲作者，心臟病發作。[54]
- 埃瓦爾德·迪特科（Ewald Dytko），78歲，波蘭足球運動員。[55]
- 埃娜·格雷戈里（Ena Gregory），87歲，澳大利亞裔美國女演員。
- 加霍·彼得羅維奇，66歲，南斯拉夫-克羅埃西亞馬克思主義哲學家。[56]
- 迪克·斯雷顿（Deke Slayton），69歲，美國空軍飛行員和航空工程師，腦癌。[57]

### 14日
- 艾蒂安·博恩（Étienne Borne），86歲，法國哲學家。[58]
- 魯傑羅·基耶薩（Ruggero Chiesa），59歲，義大利古典吉他手，教師和編輯。
- 文森特·特勞特·哈姆林，93歲，美國連環畫漫畫家。[59]
- 路易士·雅基諾，94歲，法國律師和政治家。

### 15日
- 玛乔丽·克拉克，83歲，南非田徑運動員，奧運獎牌得主。[60]
- 塔伊卢·孔加库，80歲，貝南政治家。
- 约翰·康纳利，76歲，美國政治家，肺纖維化。[61]
- 占姆士·亨特（James Hunt），45歲，英國賽車手和媒體評論員，心臟病發作。[62]
- 皮蒂·斯卡爾佐，75歲，美國羽量級拳擊冠軍。
- 貝拉·薩羅西（BélaSárosi），74歲，匈牙利足球運動員和經理。
- 卡爾-海因茨·圖恩（Karl-Heinz Thun），56歲，東德水手和奧運獎牌得主。[63]

### 16日
- 厄爾布魯士·阿拉維季耶夫，34歲，亞塞拜然武裝部隊士兵，在行動中喪生。
- 阿爾多·比尼（Aldo Bini），77歲，義大利公路自行車賽車手。[64]
- J·赫伯特·伯克（J. Herbert Burke），80歲，美國政治家。[65]
- 琳賽·哈塞特（Lindsay Hassett），79歲，澳大利亞板球運動員。

### 17日
- 巴德·傑瑪，72歲，加拿大政治家。[66]
- 安桀羅・隆格尼，60歲，義大利足球運動員。
- 讓·薩維，86歲，法國公民，法國軍隊指揮官。[67]
- 阿道夫·溫特尼茨（Adolfo Winternitz），86歲，奧地利裔秘魯藝術家。[68]

### 18日
- 伊娃·阿恩特（Eva Arndt），73歲，丹麥游泳運動員，奧運獎牌得主。[69]
- 本·奧爾巴赫，74歲，美國籃球運動員，奧運獎牌得主。
- 拜尔热尼·鲍尔瑙巴什，75歲，匈牙利擊劍運動員。[70]
- Brynjulf Bull，86歲，挪威律師和政治家。
- Jean Cau，67歲，法國作家和記者。[71]
- 亞歷山德拉·哈斯勒克（Alexandra Hasluck），84歲，澳大利亞作家和社會歷史學家。
- 納西索·佩萊斯·埃雷羅（Narciso Perales Herrero），78歲，西班牙政治家和長槍黨。[72]
- 福布斯·諾裡斯，65歲，美國游泳運動員和奧運選手。[73]
- 克雷格·羅德威爾（Craig Rodwell），52歲，美國同性戀權利活動家，胃癌。[74]
- 路德·塔克（Luther Tucker），57歲，美國藍調吉他手，心臟病發作。[75]

### 19日
- 傑克·杜根（Jack Duggan），82歲，澳大利亞政治家。
- 約瑟夫·傑迪奇，68歲，捷克斯洛伐克花樣滑冰運動員和體育官員。
- 赫爾穆特·法特（Helmut Fath），64歲，德國邊車賽車手和工程師。
- 威廉·戈尔丁，81歲，英國小說家（《蠅王》《天涯海角》《繼承者》），心力衰竭。[76]
- 亞伯拉罕·卡普蘭，75歲，美國哲學家。[77]
- 詹姆斯·本頓·帕森斯，81歲，美國地區法官[78]
- 佛朗哥·斯凯荣内，76歲，義大利汽車車身設計師。

### 20日
- 弗雷德里克·詹森（Frederick Johnson），76歲，加拿大律師、法官和政治家。
- 維克多·馬霍林（Viktor Makhorin），44歲，蘇聯和俄羅斯手球運動員，交通事故。[79]
- 基思·辛克萊（Keith Sinclair），70歲，紐西蘭詩人和歷史學家。[80]
- 乔尔吉·萨罗西（György Sárosi），80歲，匈牙利足球運動員。

### 21日
- 科林·迪克森（Colin Dixon），49歲，威爾士橄欖球運動員，中風。[81]
- 艾爾·費爾韋瑟，66歲，英國爵士小號手。[82]
- 艾倫·古爾德（Alan J. Gould），95歲，美國報紙作家和編輯。[83]
- 弗蘭克·莫羅（Frank Moro），49歲，古巴裔美國演員，心臟病發作。
- 卡里卡·普拉薩德·舒克拉（Kalika Prasad Shukla），71歲，印度梵文學者和詩人。

### 22日
- 第二男爵威廉·芒特爵士，88歲，英國陸軍軍官和伯克希爾高級警長。
- 埃米特·貝瑞（Emmett Berry），77歲，美國爵士小號手。[84]
- 魯道夫·迪亞斯，75歲，墨西哥籃球運動員。[85]
- 維克多·馬德恩（Victor Maddern），65歲，英國演員，腦癌。[86]
- 派特·尼克鬆，81歲，美國第一夫人（1969-1974），理查德·尼克松總統的妻子，肺癌。[87]
- 布巴·菲力浦斯（Bubba Phillips），65歲，美國棒球運動員。[88]

### 23日
- 弗洛拉·布拉姆利（Flora Bramley），83歲，英國女演員和喜劇演員。[89]
- 亞歷克西·伊瑙裡（Alexi Inauri），85歲，蘇聯和喬治亞軍官。
- 茲德涅克·科帕爾，79歲，捷克斯洛伐克天文學家。[90]
- 阿爾伯特·曼根（Albert Mangan），78歲，美國競走運動員和奧運選手。[91]
- 斯文·斯文森（Swen Swenson），63歲，百老匯舞者和歌手，愛滋病相關併發症。[92]

### 24日
- 漢斯·貝爾，82歲，奧地利歌劇男高音。[93]
- 里奇·馬特森（Rich Matteson），64歲，美國爵士樂藝術家，音樂家。
- 馬西莫·烏爾巴尼（Massimo Urbani），36歲，義大利爵士樂中音薩克斯管演奏家，海洛因過量。
- 阿奇·威廉姆斯，78歲，美國空軍軍官、運動員和奧運冠軍。[94]

### 25日
- 莫娜·巴蒂斯特（Mona Baptiste），65歲，特立尼達和多巴哥歌手和女演員。[95]
- 謝爾蓋·戈爾什科夫（Sergey Gorshkov），90歲，蘇聯中將。
- 漢斯·霍普夫，76歲，德國歌劇男高音。[96]
- 亞提·莫雷諾，84歲，西班牙漫畫家和動畫師。

### 26日
- 羅伊·坎潘奈拉（Roy Campanella），71歲，美國棒球運動員，心臟病發作。[97]
- 加羅·卡克堅，31歲，亞美尼亞軍事指揮官，在行動中喪生。
- 威廉·H·里克，72歲，美國政治學家，癌症。[98]
- 詹姆斯·湯瑪斯（James Thomas），66歲，美國藍調音樂家和雕塑家，中風。[99]
- 威利·范·赫默特（Willy van Hemert），81歲，荷蘭演員，詞曲作者，戲劇和電視導演。[100]
- 露絲·馮·馬延堡（Ruth von Mayenburg），85歲，奧地利記者和作家。[101]

### 27日
- 萊拉·阿塔爾（Layla Al-Attar），49歲，伊拉克藝術家、畫家和活動家，美國導彈襲擊。
- 安德列·奧維爾（André Auville），81歲，法國賽車手。[102]
- 沃爾夫岡·格拉姆斯（Wolfgang Grams），40歲，恐怖組織英國皇家空軍的德國成員，自殺。
- 庫爾特·馬赫爾（Kurt Mahr），59歲，德國作家，交通事故。[103]
- 詹姆斯·特裡富諾夫，89歲，加拿大自由式摔跤運動員和奧運獎牌得主。[104]

### 28日
- GG Allin，36歲，美國朋克搖滾音樂家，阿片類藥物過量。[105]
- 古德隆·布洛斯特，83歲，瑞典女演員。
- 鮑里斯·克里斯托夫，79歲，保加利亞歌劇歌手。[106]
- 奧爾加·科斯塔（Olga Costa），79歲，墨西哥畫家和文化推廣者。[107]
- 多維德·利夫希茨（Dovid Lifshitz），87歲，美國哈雷迪拉比。[108]
- 迪迪·佩雷戈（Didi Perego），56歲，義大利女演員，癌症。[109]

### 29日
- 安東尼奧·巴杜，78歲，墨西哥電影演員和製片人。[110]
- 吉米·弗拉蒂亞諾（Jimmy Fratianno），79歲，義大利裔美國黑幫和聯邦調查局線人。[111]
- 赫克托·拉沃（Héctor Lavoe），46歲，波多黎各薩爾薩舞歌手，愛滋病併發症。[112]
- 派翠克·琳賽（Patrick Lindsay），79歲，愛爾蘭政治家和律師。[113]
- Sein Win，74歲，緬甸軍官和政治家。
- Bentong Kali，32歲，馬來西亞泰米爾罪犯和黑幫分子。

### 30日
- 利奧·卡梅拉（Leo Camera），78歲，美國政治家。
- 黃家駒，31歲，香港音樂家、歌手和詞曲作者，腦出血。[114]
- 伊恩·麥金托什（Ian MacIntosh），66歲，加拿大冰球運動員。[115]
- Spanky McFarland，64歲，美國演員（Our Gang），心臟病發作。[116]